# Heliophanus dampfi
Espèce
Synonymes
- Heliophanus mariae Dahl, 1926

Heliophanus dampfi est une espèce d'araignées aranéomorphes de la famille des Salticidae.

## Distribution
Cette espèce se rencontre en Europe et en Russie.
Elle est présente en France uniquement dans les tourbières froides d'altitude.

## Description
Les mâles mesurent de 3,0 à 3,2 mm et les femelles de 3,0 à 3,2 mm.

## Publication originale
- Schenkel, 1923 : Beitrage zur Spinnenkunde. Beiträge zur Kenntnis der Wirbellosen terrestrischen Nivalfauna der schweizerischen Hochgebirge. Liestal, 1919. Verhandlungen der Naturforschenden Gesellschaft in Basel, vol. 34, p. 78-127.